# Chorthippus amplintersitus
Chorthippus amplintersitus är en insektsart som beskrevs av Liu, Jupeng 1981. Chorthippus amplintersitus ingår i släktet Chorthippus och familjen gräshoppor. Inga underarter finns listade i Catalogue of Life.